# Hedi Slimane
Hedi Slimane est un couturier, photographe et styliste français, directeur artistique de l'entreprise parisienne Céline de février 2018 à octobre 2024. Il fut précédemment directeur artistique de Saint Laurent Paris de 2012 à 2016, et directeur artistique de Dior Homme de 2000 à 2007.

## Biographie

### Jeunesse et formation
Hedi Slimane est né le 5 juillet 1968 dans le 19e arrondissement de Paris d'un père comptable tunisien et d'une mère couturière italienne,. Il grandit et fait ses études à Paris. À onze ans, il découvre la photographie, et reçoit son premier appareil photo.
À 16 ans, il commence à réaliser ses propres vêtements, sans penser à une carrière de mode. Il visite alors les locaux du quotidien Le Monde, et souhaite devenir journaliste et reporter. À 18 ans, il commence une hypokhâgne et une année préparatoire à l'Institut de sciences politiques. Il décide finalement d'intégrer l'Institut d'art de Michelet / La Sorbonne et l'École du Louvre. Parallèlement, il poursuit ses travaux photographiques et commence alors à trouver ses modèles, et faire des castings de rue. Il en prendra ainsi des photographies pour certains de ses proches ainsi que des présentations de mode.

### Couture

#### Yves Saint Laurent
Dès ses 16 ans, Hedi Slimane coud des vêtements pour réaliser des coupes adaptées à son gabarit plutôt fin. En 1989, lors d'un show prêt-à-porter qu'il produit pour son ami José Lévy, Hedi Slimane rencontre Jean-Jacques Picart (qui a révélé Christian Lacroix) et devient son assistant de 1992 à 1995. Il travaille notamment sur le projet du centenaire de la « toile monogramme » de Louis Vuitton. En 1996, sous les conseils de Christophe Girard, Hedi Slimane rencontre Pierre Bergé qui le nomme directeur de la mode masculine chez Yves Saint Laurent, avant de devenir directeur artistique quelques mois plus tard,.
Pour la collection automne-hiver 2000–2001, il présente la collection Black Tie qui préfigure l'avènement de la silhouette d'Hedi Slimane : les débuts du skinny. Le skinny ou slim jeans, les vestes réduites et cravates fines, le porté « rock » qu'il lance au début des années 2000 sont finalement adoptés par la rue à partir du milieu de la décennie. À la suite du rachat d'Yves Saint Laurent par le Gucci Group (alors dirigé par Tom Ford et Domenico de Sole), il répand la rumeur qu'il ne peut s’accommoder de la main-mise de Tom Ford sur l'ensemble de la direction artistique du groupe de luxe, même si ce dernier fait alors profil-bas, ; il choisit de quitter l'entreprise,. Après son coup d'éclat chez Saint Laurent et soupçonné de rejoindre la marque Jil Sander de Prada, il est en force pour négocier avec LVMH.

#### Dior
En juillet 2000, Hedi Slimane devient directeur de la création Homme chez Dior où il « transpose les valeurs de la maison pour les interpréter au masculin » avec des silhouettes sombres et androgynes à la coupe précise (skinny ou slim jeans, vestes réduites, chemises virginales et cravates fines), créant l'esprit et l'identité codifiée de Dior Homme,. Son premier défilé fin janvier 2001 est un succès.
Dès son arrivée chez Dior, il redécore les bureaux de l'atelier Homme rue François-Ier à Paris et fait installer un studio de production audio pour créer ses propres bandes-son. Il produit les bandes-son de ses défilés pour Dior Homme, composées par des artistes underground ou d'avant-garde tels que Readymade FC, Phoenix, The Rakes, Razorlight, These New Puritans. Il crée aussi la tenue de scène (stagewear) de groupes tels que The Libertines, Daft Punk, les Franz Ferdinand, The Kills, Mick Jagger, Beck et Jack White. Hedi Slimane explique son paradigme créatif avec la formule « Fashion = music + youth + sex », et confie que ses créations lui viennent souvent en écoutant de la musique,.
Après avoir insufflé une identité à Dior Homme, il assure le design d'une douzaine de nouvelles boutiques de la marque à travers le monde. En avril 2007, Hedi Slimane quitte la création de Dior Homme.Les ventes annuelles de Dior Homme atteignent alors 100 millions d'euros.

#### Yves Saint Laurent
Il revient finalement dans la maison Yves Saint Laurent début 2012, après son premier passage entre 1996 et 2000, en remplacement de l'Italien Stefano Pilati comme « directeur de la création pour la couture » selon ses mots,. Le nom commercial d'Yves Saint Laurent devient Saint Laurent Paris  et une partie du studio de création déménage de Paris à Los Angeles. Il poursuit en parallèle sa carrière de photographe.
Le premier défilé pour la collection printemps-été 2013 révèle un mélange de pièces emblématiques revisitées et l'introduction d'un style rock californien, puis d'un style plus grunge les années suivantes,. Dès 2014, le designer rompt définitivement avec les codes historiques de la maison en présentant une collection fondamentalement rock chic. En parallèle, il lance le « Music Project Saint Laurent », une initiative visant à bâtir des liens entre les icônes de la musique et la maison de couture,. Marilyn Manson puis Courtney Love comptent parmi les égéries de la marque. En 2015, Hedi Slimane relance la couture Yves Saint Laurent qu'il réserve à des stars proches de la maison, et installe ses ateliers à l'hôtel de Sénecterre à Paris. Le chiffre d'affaires de Saint Laurent est multiplié par trois de 2011 à 2015 (de 353 à 974 millions d'euros), puis dépasse la barre du milliard d'euros en 2016 (1,22 milliard d'euros).
Le 1er avril 2016, le groupe Kering annonce le départ du créateur après plusieurs semaines de rumeurs, et ainsi que l'arrivée, quelques jours plus tard, du styliste Anthony Vaccarello pour le remplacer,. À la suite d'une plainte du designer pour « rupture abusive de contrat », le groupe lui verse 13 millions de dollars.

#### Celine
Hedi Slimane est nommé directeur de la création artistique et de l'image de Celine le 21 janvier 2018,. Cette nomination s'accompagne de l'annonce du lancement des collections de mode masculine, de couture et de parfums, qu'il supervise en plus des collections féminines,.
Dès son arrivée, en février de la même année, Hedi Slimane souhaite marquer une nouvelle vision qui semble ne pas prendre en compte l'héritage de la marque. Il efface les publications Instagram de Phoebe Philo, retire l'accent aigu du nom de la marque (Céline devient Celine) et refond le logo,. À l'origine Celine s'écrivait déjà sans accent et il reprend l'ancien logo dans ses collections. Le Groupe LVMH modifie ainsi la feuille de route de Celine et fait savoir son souhait d'en faire « une des maisons françaises les plus emblématiques ».
En septembre 2018, Hedi Slimane présente sa première collection, Celine 01, que la presse anglo-saxonne dénonce comme un retour en arrière de plusieurs décennies et la fin de l'époque où Celine définissait ce que signifiait être une femme intelligente, adulte, ambitieuse,.
Certains médias déplorent ainsi une image jugée « vulgaire », « outrageante » et rétrograde de la femme que renverrait cette collection, un an après le lancement du mouvement #MeToo,. Pour cette présentation, il fait totalement l'impasse sur l'héritage de Phoebe Philo et ses tendances minimalistes ce qui provoque des réactions variées car trop en rupture avec les collections antérieures de la marque,. « Deux ans auparavant, lorsque M. Slimane a quitté la mode et Saint Laurent, le monde était différent » écrit le New York Times. Face à la virulence de ces critiques, le créateur change sa ligne de conduite et montre une collection nettement plus sobre en mars 2019,.
Il présente cette même année la première collection Celine homme au cours d'un défilé masculin, lance le parfum puis dessine un nouveau concept architectural pour les boutiques de la marque.
En juillet 2020, Hedi Slimane présente sa collection homme printemps-été 2021 dans une vidéo tournée au circuit du Castelet en France, pendant le confinement. En 2021 puis les années suivantes, il se dissocie du calendrier officiel du prêt-à-porter parisien  et présente ses collections homme et femme dans un format de film court, mettant en avant des lieux mythiques comme le Château de Chambord, la Baie des Anges de Nice, l'hôtel de la Marine à Paris, The Wiltern à Los Angeles, la Bibliothèque Nationale de France à Paris ou bien encore le désert du Mojave aux États-Unis. En avril 2021, Hedi Slimane présente sa collection femme automne-hiver 2021 dans une vidéo tournée au château de Vaux-le-Vicomte,, dans le contexte du confinement.
En 2023, il signe pour Celine une campagne publicitaire en photographiant Bob Dylan. Une démarche artistique qui s'inscrit dans son projet de photographie de musiciens et d'artistes de différentes époques,.
Il propose la même année sa vision de la voiture Mini Moke à l'occasion de la campagne "La Collection de Saint-Tropez".
Le groupe LVMH annonce que Celine, sous la direction d'Hedi Slimane, dépasse les deux milliards d’euros de ventes pour l'exercice 2022.
Début octobre 2024, Hedi Slimane quitte Celine, après de nombreuses semaines de rumeurs.

## Parfumerie

### Dior
En 2004, alors à la direction des collections Dior Homme, Hedi Slimane imagine une collection privée de colognes,. La collection compte trois colognes : Cologne Blanche, Eau Noire, et Bois d'Argent,. C'est Hedi Slimane qui dessine le flacon, change la typographie du logo Dior et écrit le nom en caractères majuscules,. La distribution de la collection se fait alors dans les boutiques Maison Dior uniquement,. Il s'agit des premières colognes de la maison Dior.
Après le lancement de la collection privée Christian Dior, Hedi Slimane crée en 2005 un nouveau parfum Dior Homme avec Olivier Polge autour de l'Iris Masculinisé, comme pour les colognes, il en conçoit le flacon, le concept, ainsi que la campagne publicitaire,.
Il crée aussi, en 2006, une ligne de six produits de soin Dior Homme Dermo System, dont la conception s'est faite en association avec la Harvard Medical Center,.

### Celine
En 2019, alors directeur artistique de Celine, il crée une collection nommée Celine Haute Parfumerie, de 11 fragrances (dont 2 qui sont annoncées pour des dates ultérieures: « Rimbaud » et « Bois Dormant »), et inaugure plusieurs boutiques dédiées à cette nouvelle collection de Haute Parfumerie, d'abord rue Saint Honoré, puis au Bon Marché à Paris et Harrods à Londres,,. Depuis 1964 et jusqu'à cette année, Celine n'a pas lancé de parfums,.
Il imagine le flacon et les noms des jus, ainsi que le packaging . Les 11 noms choisis par Hedi Slimane pour chaque parfum sont issus du journal olfactif du couturier,. La collection s’adresse aussi bien à un public masculin que féminin. En 2021, il lance une ligne de bougies parfumées
En avril 2024, Hedi Slimane crée Zouzou, le dernier jus de sa collection de Haute Parfumerie pour Celine. Il s'agit de la douzième fragrance de Celine,,,.

## Horlogerie
Chez Dior, en 2004, il crée la Chiffre Rouge, qui se décline en 21 modèles en 2014. Il s'agit de la première montre automatique de la marque dont le calibre est développé par la manufacture Zenith . Dior reviendra par la suite avec des nouvelles versions : en 2015 et en 2024. En 2024, à l'occasion de son vingtième anniversaire, la commercialisation est prévue pour février, avec des modèles qui s'adressent aux femmes et aux hommes.
La montre se caractérise par une silhouette asymétrique et la présence d'éléments en rouge, dont une date fétiche de la marque. Une version, ornée de pierres et décorée d'un arc-en-ciel de joyaux, a été éditée en seulement 20 exemplaires.

## Cosmétiques
En mars 2024, Celine annonce le lancement de sa ligne " Celine beauté ", sous la direction de Hedi Slimane, la première ligne de cosmétique de la maison. Celine beauté comprend le rouge à lèvres "Rouge Triomphe" (sortie à l'automne 2024) première teinte d'une collection de quinze annoncées pour janvier 2025,,.

## Photographie
La photographie, toujours en noir et blanc chez Slimane, précède la mode dans son processus créatif, la photo étant pour lui un « observatoire sociétal et culturel sur ce qui émerge ». À onze ans, Hedi Slimane découvre la photographie, et reçoit son premier appareil photo. Il apprend le tirage noir et blanc et se passionne pour le portrait. Plus tard, il se lance dans le casting de rue pour trouver des modèles à photographier. Il commence à faire des photographies pour certains de ses proches ainsi que pour des présentations de mode.
De 2000 à 2002, en parallèle de son poste à Dior Homme, Hedi Slimane intègre la résidence d'artistes Kunst-Werke à Berlin sur invitation du curateur Klaus Biesenbach, Il produit un ensemble de photos de Berlin qui sont présentées dans le livre Berlin sorti aux éditions 7l/Steidl.
À partir de 2003, Hedi Slimane passe le plus clair de son temps à Londres et se retrouve au cœur de la nouvelle scène punk rock britannique. Il documente les groupes naissants (The Libertines, Franz Ferdinand...) et définit alors un cadre et une esthétique photographiques qui réduit la performance rock et la scène émergente à une écriture minimale. Il fait l'inventaire systématique des attributs du rock, et définit un style « noir et blanc » abstrait, texturé et dépouillé. En 2004, Hedi Slimane produit la chronique photographique bimensuelle Rock Diary pour le magazine V, et publié Stage chez Steidl, un ouvrage photo qui constitue le premier livre sur le renouveau rock et la « génération 2.0 ». London, Birth of a Cult, sort chez Steidl en 2005, et décrit le quotidien d'une jeune rock star britannique alors méconnue, Pete Doherty, entouré de The Paddingtons, et de ses fans. Ce livre préfigure le projet sur Londres, que Slimane propose alors à Libération,.
En mai 2006, Hedi Slimane crée son blog photographique, le Diary, avec un format minimaliste, sériel et chronologique. Il y transpose l'idée du Rock diary commencée en 2004, en collaboration avec le journaliste britannique de NME, Alex Needham. Le format minimaliste du Diary de Slimane préfigure l'avènement des réseaux sociaux photo tels qu’Instagram. Après son départ de Dior Homme en juillet 2007, Hedi Slimane enchaîne plusieurs expositions en Europe, à la Fondation d'art contemporain Ellipse de Lisbonne, au Foam Museum d'Amsterdam, à la galerie Arndt Partners de Berlin (exposition sur la jeune scène new-yorkaise, Dan Colen, Nate Lowman, Dash Snow , etc.), au Musac, et à la galerie Almine Rech à Paris.
Après Londres, Hedi Slimane s'intéresse à la sous-culture « Jerking » qui se développe à Venice Beach, Los Angeles, et dont les codes esthétiques, principalement réverbérés via internet, résonnent avec le style Slimane. En février 2011, il consacre à la galerie Almine Rech à Paris une exposition de groupe, Myths and Legends of Los Angeles, consacrée aux artistes californiens, de John Baldessari, à Ed Ruscha ou Chris Burden, mais aussi à la jeune garde, représentée par Sterling Ruby, Mark Hagen, Aaron Curry, ou Patrick Hill. Cette exposition est suivie par une exposition personnelle, Fragments Americana, à la galerie de Bruxelles, avec ses dernières photographies américaines. Le cycle californien de Slimane aboutit en novembre 2011 avec l'exposition au Moca de Los Angeles, qui reprend l'ensemble des archives photographiques californiennes.
Fin 2011, Hedi Slimane publie Anthology of a Decade, lexique exhaustif de ses années de mode et de photographie chez JRP-Ringier. Les archives photographiques de la décennie 2.0 sont présentées sous forme de quatre volumes, dédiés à chacun de ses cycles : Paris, Berlin, Londres, Los Angeles.

## Style
Le style d'Hedi Slimane chez Dior (déjà présent lors de ses premières années chez Yves Saint Laurent) se caractérise par des silhouettes sombres et androgynes à la coupe précise : costumes skinny et skinny jeans, vestes réduites, chemises virginales et cravates fines,, un style qualifié de « classique radical », qui se caractérise par une réappropriation des mouvances rock dont il est inspiré en tant que photographe. Chez Yves Saint Laurent, il formalise une approche grunge rock avec des blousons et vestes graffités, parfois oversized, souvent pailletés d’étoiles ou de rivets, avec des effets matelassés noir ou aluminium. Les femmes sont en nuisettes de sortie ou mini-robes à franges, bas résille et portent des bottes en cuir ou de pluie. Le smoking noir est réinterprété sous toutes ses coutures. Chez Celine, après avoir développé une approche réminiscente des années 1970, il rajeunit la marque avec des codes streetwear (gilet à capuche, brassière de sport, veste camouflage, baskets montantes) qu'il mélange à des classiques bourgeois de la maison (veste en tweed à boutons, blouse lavallière, jupe longue, bottes cavalières, crinoline), un style qualifié de "néo-bourgeois",. Pour sa première collection Celine Homme, il propose un style new-wave, post punk avec trenchs, vestes ajustées, cravates fines et pantalons raccourcis conçus en tweed ou cachemire.

### Polémique autour de l'anorexie
L'idée de créer des silhouettes affinées émerge chez Slimane lorsque, jeune et ne trouvant que des vestes trop larges pour son gabarit, il confectionne des vestes sur mesure pour se sentir bien lors de ses sorties en soirée. Au début des années 2000, la maigreur des modèles masculins a conduit certains observateurs à considérer que Dior Homme et Hedi Slimane encourageaient l'anorexie. Cet argument est réfuté par Hedi Slimane, dans une interview au journal Le Monde en 2007 : il y explique que sa démarche créative correspondait au contraire à un retour hédoniste au corps, par opposition au style masculin qui dissimulait jusqu’alors les contours de la silhouette. Hedi Slimane dit ainsi : « Il fallait retrouver le sens du corps, redéfinir l'aspect structurel, affiner la silhouette pour affirmer l'allure. Le costume n'avait pas bougé depuis les années 1980. (…) Replacer les épaules, retrouver une nervosité, un maintien, faire des choix plus marqués de matières, c'était induire une tradition hédoniste ». Il rappelle également qu'il est lui-même fin, et que ses inspirations esthétiques ont toujours évolué autour de ceux qui partagent le même gabarit que lui, tout particulièrement le chanteur britannique David Bowie.
Parmi les créateurs les plus connus pour choisir des femmes grandes et maigres, figurent Raf Simons, ancien directeur artistique de Dior, à la tête des collections de Calvin Klein entre 2016 et 2018, et Hedi Slimane, inventeur du skinny chez Saint Laurent.

## Expositions
- 2021 : Sun of Sound, Galerie Almine Rech, Shanghai[132]
- 2014 - 2015 : Sonic, Fondation Pierre Bergé - Yves Saint Laurent, Paris
- 12 novembre 2011 - 22 janvier 2012 : California Song, Museum of Contemporary Art (MOCA), Los Angeles[133],[134].
- 2011 : Fragments Americana, Galerie Almine Rech, Bruxelles[135]
- 2008 : MUSAC Museum For Contemporary Art, Leon, Spain[136]
- 2007-2008 : Perfect Stranger, Galerie Almine Rech, Paris[137]
- 2007 :
  - Young American, Foam Museum, Amsterdam[138]
  - Costa Da Caparica Fondation Ellipse, Lisbonne[139]
- 2006 :
  - Portrait Of A Performer, Galerie Gmurzynska, Zürich[140]
  - As Tears Go By, Galerie Almine Rech, Paris[141]
- 2005 :
  - Robert Mapplethorpe curateur Hedi Slimane, Galerie Thaddeus Ropac, Paris
- 2004 :
  - Stage, Galerie Almine Rech, Paris
  - Berlin, Galerie Koyanagi, Tokyo
  - Berlin, MOMA/PS1, New York[142]
- 2003 : Berlin Kunstwerke, Berlin

## Prix et distinctions
- 2002 : Premier dessinateur de mode homme à recevoir le prix international (International designer) du Conseil des créateurs de mode américains[3]
- 2005 : Un des 50 trentenaires les plus influents en France par Le Figaro Magazine[143]
- 2018 : Français le plus influent au monde selon Vanity Fair[144]

## Œuvres

### Recueils photographiques
- Sonic, Xavier Barral, 2014
- (en) Anthology Of A Decade 2000–2010, JRP-Ringier - Zurich, mars 2011, 240 p. (ISBN 978-3037641156, présentation en ligne)
- American Youth, coffret DVD, MK2, 2009
- Rock Diary, JRP-Ringier, 2008
- Costa Da Caparica 1989, catalogue d'exposition, 2007
- Portrait Of A Performer : Courtney Love, Visionnaire Bookzine, 2006
- Interzone : The Hedi Slimane Book, Purple Fashion 4, 2005
- London Birth Of A Cult, Steidl/7L, 2005
- Stage, Steidl/7L, 2004
- Berlin, Steidl/7L, 2003
- Intermission 1, Charta, 2002

### Filmographie
- I Love USA, court-métrage, 2010[145]